# NGC 358
NGC 358 là cụm sao mở rất nhỏ gồm bốn ngôi sao trong chòm sao Tiên Hậu. Ban đầu nó được cho là một khoảnh sao không liên quan, nhưng hai trong số các thành viên được tìm thấy có khoảng cách tương tự khoảng 1700 năm ánh sáng, mặc dù hai người kia không có khoảng cách hạn chế tốt, vì vậy bản chất chính xác của nó là không chắc chắn.
Nhà thiên văn được phát hiện vào ngày 4 tháng 2 năm 1865 bởi nhà thiên văn học người Đức gốc Đan Mạch, ông Heinrich Louis.

## Đối tượng cá nhân
| Thành phần                | Xích kinh     | Xích vĩ        | Khoảng cách (ly) | Cấp sao biểu kiến | Tham khảo                                                             |
| ------------------------- | ------------- | -------------- | ---------------- | ----------------- | --------------------------------------------------------------------- |
| TYC 4021-519-1            | 01h 05m 03.5s | +62° 01′ 41.4″ | 1700 ± 330       | 11.2              | - SIMBAD - VizieR Lưu trữ ngày 4 tháng 3 năm 2016 tại Wayback Machine |
| TYC 4021-575-1 CMC 600551 | 01h 05m 15.4s | +62° 01′ 37.1″ | 1600 ± 240       | 11.8              | VizieR Lưu trữ ngày 4 tháng 3 năm 2016 tại Wayback Machine            |
| TYC 4021-649-1            | 01h 05m 05.7s | +62° 00′ 54.5″ | 3800 ± 5400      | 11.6              | VizieR Lưu trữ ngày 4 tháng 12 năm 2016 tại Wayback Machine           |
| USNO-A2.0 1500-01120974   | 01h 05m 19s   | +62° 00′ 57″   | ?                | 12,5              | VizieR USNO-A2.0                                                      |